# سارفوس (مریلند)
سارفوس (به انگلیسی: Cearfoss) شهری در ایالت مریلند کشور ایالات متحده آمریکا است که جمعیت آن در سرشماری سال ۲۰۱۰ میلادی، ۱۷۸ نفر بوده‌است.